# 蒔田定矩
蒔田 定矩（まいた さだのり）は、備中国浅尾の寄合旗本。旗本・戸田忠辰（蒔田定正の三男）の次男。

## 生涯
貞享2年（1685年）、従兄の定次が伯父の浅尾領主定行に先立って没したため、定行の婿養子となる。養父没後の元禄3年（1690年）8月6日に家督を継ぐ。10月に将軍徳川綱吉に拝謁し、元禄11年（1698年）6月に上野国勢多、新田、山田郡内の領地を備中国賀陽郡に移された。同年10月2日に小姓となり、翌元禄12年（1699年）5月21日中奥小姓となる。宝永7年（1710年）に34歳で死去。家督は長男の定英が継いだ。

## 系譜
- 父：戸田忠辰
- 母：不詳
- 養父：蒔田定行（1620-1690）
- 室：蒔田定行の養女（蒔田定次の娘）
  - 女子：蒔田広尊室
  - 長男：蒔田定英
  - 男子：蒔田定慶
- 養子
  - 女子：蒔田成安室 - 蒔田定行の娘